# John Atkinson Grimshaw
John Atkinson Grimshaw (Leeds, 6 settembre 1836 – Leeds, 13 ottobre 1893) è stato un pittore britannico.
Grimshaw è stato un artista inglese di epoca vittoriana conosciuto soprattutto per le sue scene notturne di paesaggi urbani. È stato definito un «pittore straordinario e fantasioso» dal critico e storico Christopher Wood in Victorian Painting (1999).
L'amore di Grimshaw per il realismo derivava dalla sua passione per la fotografia, che alla fine si sarebbe prestata al processo creativo. Sebbene interamente autodidatta, è noto per aver utilizzato una camera oscura oppure obiettivi per proiettare le scene su tela, il che ha compensato le sue carenze come disegnatore e la sua imperfetta conoscenza della prospettiva. Questa tecnica, che potrebbe aver usato anche Caravaggio e Vermeer, fu condannata da un certo numero di suoi contemporanei che ritenevano dimostrasse meno abilità rispetto alla pittura a occhio, con alcuni che affermavano che i suoi dipinti sembravano «non mostrare segni di manipolazione o pennellate», mentre altri «dubitavano che potessero essere accettati come dipinti». Tuttavia, molti hanno riconosciuto la sua padronanza del colore, dell'illuminazione e dell'ombra, nonché la sua capacità unica di provocare forti risposte emotive nello spettatore. James McNeill Whistler, con cui Grimshaw ha lavorato nei suoi studi di Chelsea, ha dichiarato: «Mi consideravo l'inventore dei notturni finché non ho visto le immagini al chiaro di luna di Grimmy».
I suoi primi dipinti erano firmati "JAG", "JA Grimshaw" o "John Atkinson Grimshaw", anche se alla fine si stabilì su "Atkinson Grimshaw".

## Biografia

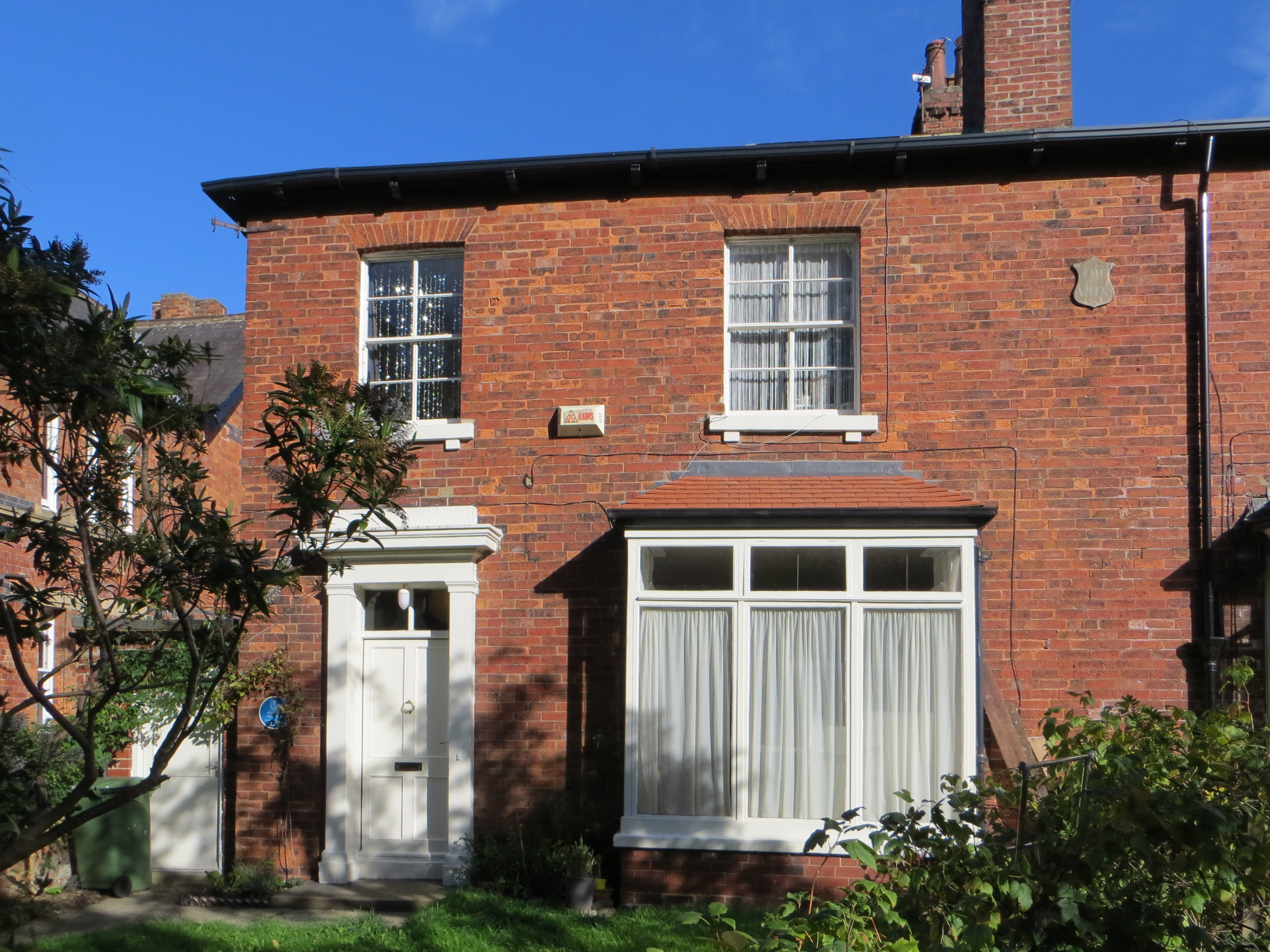
La casa di Atkinson Grimshaw 1866-1870.

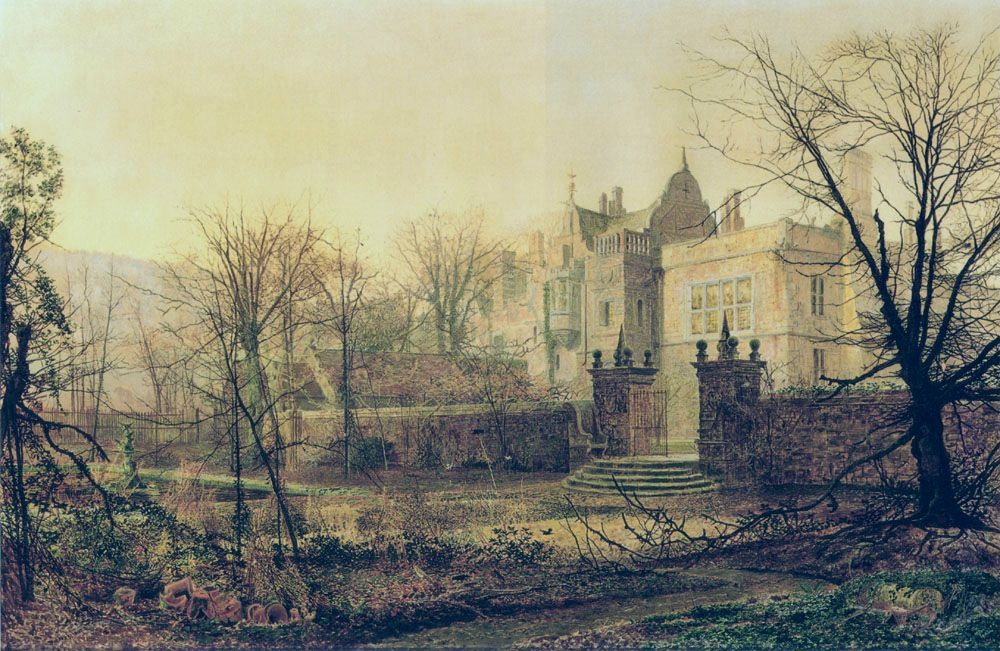
Uno dei suoi dipinti di Knostrop Old Hall.

Nacque il 6 settembre 1836 in una casa back-to-back in Park Street, Leeds, da Mary e David Grimshaw. Nel 1856 sposò sua cugina Frances Hubbard (1835-1917). Nel 1861, all'età di 24 anni, con sgomento dei suoi genitori, lasciò il lavoro di impiegato della Great Northern Railway per diventare pittore. Espone per la prima volta nel 1862, principalmente dipinti di uccelli, frutta e fiori, sotto il patrocinio della Leeds Philosophical and Literary Society. Lui e sua moglie si trasferirono nel 1866 in una villa bifamiliare, che ora è numerata 56 Cliff Road a Headingley e ha una targa blu del Leeds Civic Trust, e nel 1870 a Knostrop Old Hall. Riferimento di rete: SE 32125 32100. Ha avuto successo nel 1870 e ha affittato una seconda casa, Castle-by-the-Sea a Scarborough. Scarborough divenne un soggetto preferito.
Morì il 13 ottobre 1893 di tubercolosi ed è sepolto nel cimitero di Woodhouse, ora chiamato St George's Fields, a Leeds.
Anche quattro dei suoi figli, Arthur E. Grimshaw (1864–1913), Louis H. Grimshaw (1870–1944), Wilfred Grimshaw (1871–1937) ed Elaine Grimshaw (1877–1970) divennero pittori.

## Opera

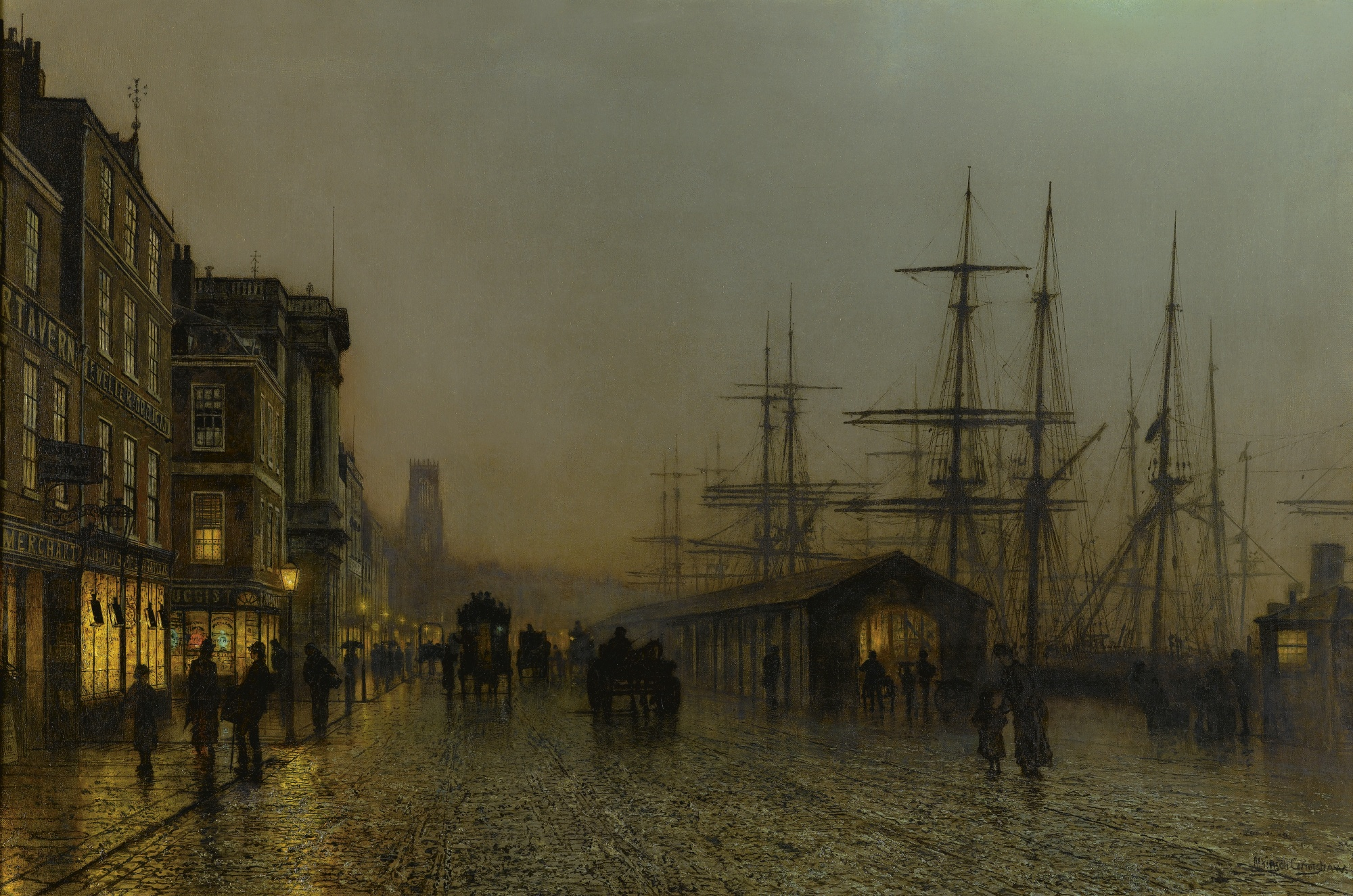
Glasgow, sabato sera.

L'influenza principale di Grimshaw furono i preraffaelliti. Fedele allo stile preraffaellita, ha creato paesaggi di colori e luci accurati, dettagli vividi e realismo, spesso rappresentando stagioni o un tipo di tempo. Anche le vedute al chiaro di luna delle strade cittadine e suburbane e dei moli di Londra, Hull, Liverpool e Glasgow figuravano in gran parte nella sua arte. La sua pittura attenta e la sua abilità negli effetti di luce gli hanno permesso di catturare nei minimi dettagli sia l'aspetto che l'atmosfera di una scena. I suoi «dipinti di strade umide illuminate a gas e nebbiosi lungomare trasmettevano un calore inquietante e alienazione nella scena urbana».
Dulce Domum (1885), sul cui verso Grimshaw scrive, «per lo più dipinto con grandi difficoltà», coglie la musica ritratta nel pianista, invita l'occhio a vagare per la stanza riccamente decorata e a considerare la giovane donna immobile e silenziosa chi sta ascoltando. Grimshaw dipinse più scene di interni, specialmente negli anni '70 dell'Ottocento, quando lavorò sotto l'influenza di James Tissot e del Movimento Estetico.
On Hampstead Hill è considerata una delle opere più belle di Grimshaw, esemplificando la sua abilità con una varietà di fonti di luce, nel catturare l'atmosfera del passaggio del crepuscolo nella notte. Nella sua successiva carriera le sue scene urbane al crepuscolo o con l'illuminazione stradale gialla erano apprezzate dai suoi mecenati della classe media.
Il suo lavoro successivo includeva scene immaginarie degli imperi greco e romano, e dipinse soggetti letterari di Longfellow e Tennyson — immagini tra cui Elaine e The Lady of Shalott. Grimshaw ha chiamato i suoi figli dopo i personaggi delle poesie di Tennyson.
Negli anni ottanta dell'Ottocento Grimshaw mantenne uno studio londinese a Chelsea, non lontano dallo studio di James Abbott McNeill Whistler. Dopo aver visitato Grimshaw, Whistler ha osservato che «mi consideravo l'inventore dei notturni finché non ho visto le immagini al chiaro di luna di Grimmy». A differenza delle scene notturne impressionistiche di Whistler, Grimshaw ha lavorato in una vena realistica: «nitidamente a fuoco, quasi fotografica», le sue immagini hanno innovato applicando la tradizione delle immagini rurali al chiaro di luna alla città vittoriana, registrando «la pioggia e la nebbia, le pozzanghere e la nebbia fumosa di Inghilterra industriale tardo vittoriana con grande poesia».
I dipinti di Grimshaw raffiguravano il mondo contemporaneo ma evitavano gli aspetti sporchi e deprimenti delle città industriali. Shipping on the Clyde, una rappresentazione dei moli vittoriani di Glasgow, è un'evocazione liricamente bella dell'era industriale. Grimshaw ha trascritto la nebbia e la foschia in modo così accurato da catturare il freddo nell'aria umida e l'umidità che penetra nei vestiti pesanti delle poche figure sveglie nella nebbiosa mattina presto.

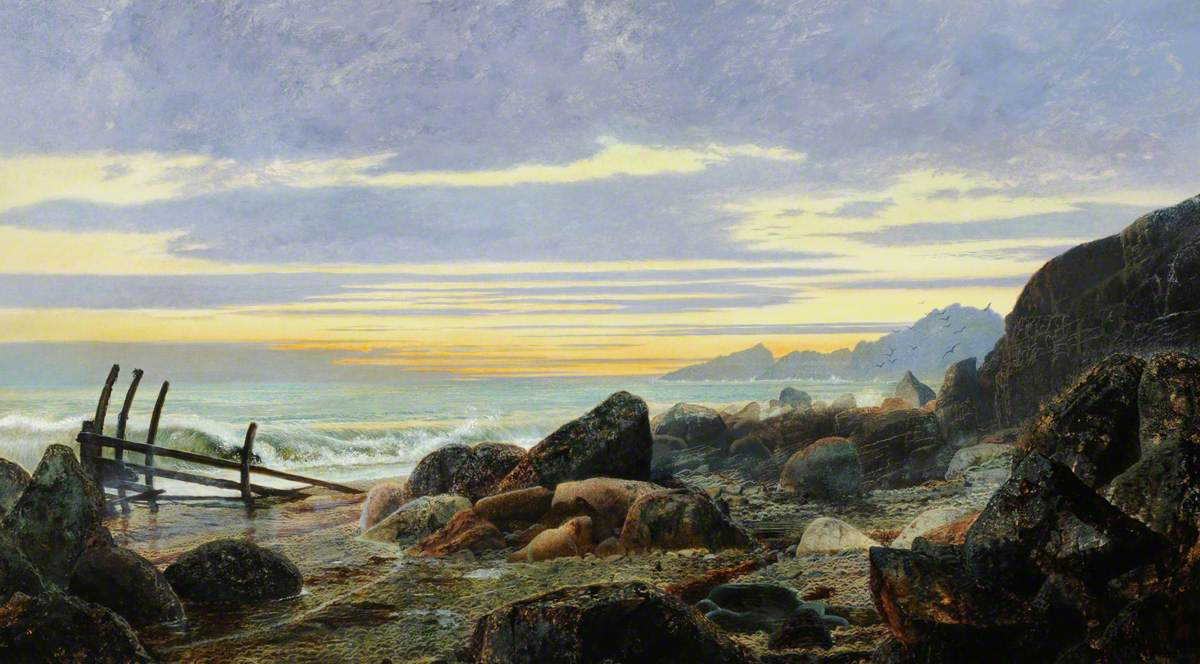
The Ironbound Shore.

## Reputazione ed eredità
Grimshaw non ha lasciato lettere, diari o altri documenti. La sua reputazione si basava e la sua eredità si basa sui suoi paesaggi urbani. C'è stata una rinascita di interesse per il lavoro di Grimshaw nella seconda metà del XX secolo, con diverse importanti mostre a lui dedicate. Una mostra retrospettiva "Atkinson Grimshaw - Painter of Moonlight" si è svolta dal 16 aprile al 4 settembre 2011 alla Mercer Art Gallery di Harrogate e successivamente alla Guildhall Art Gallery, Londra.

## Galleria d'immagini

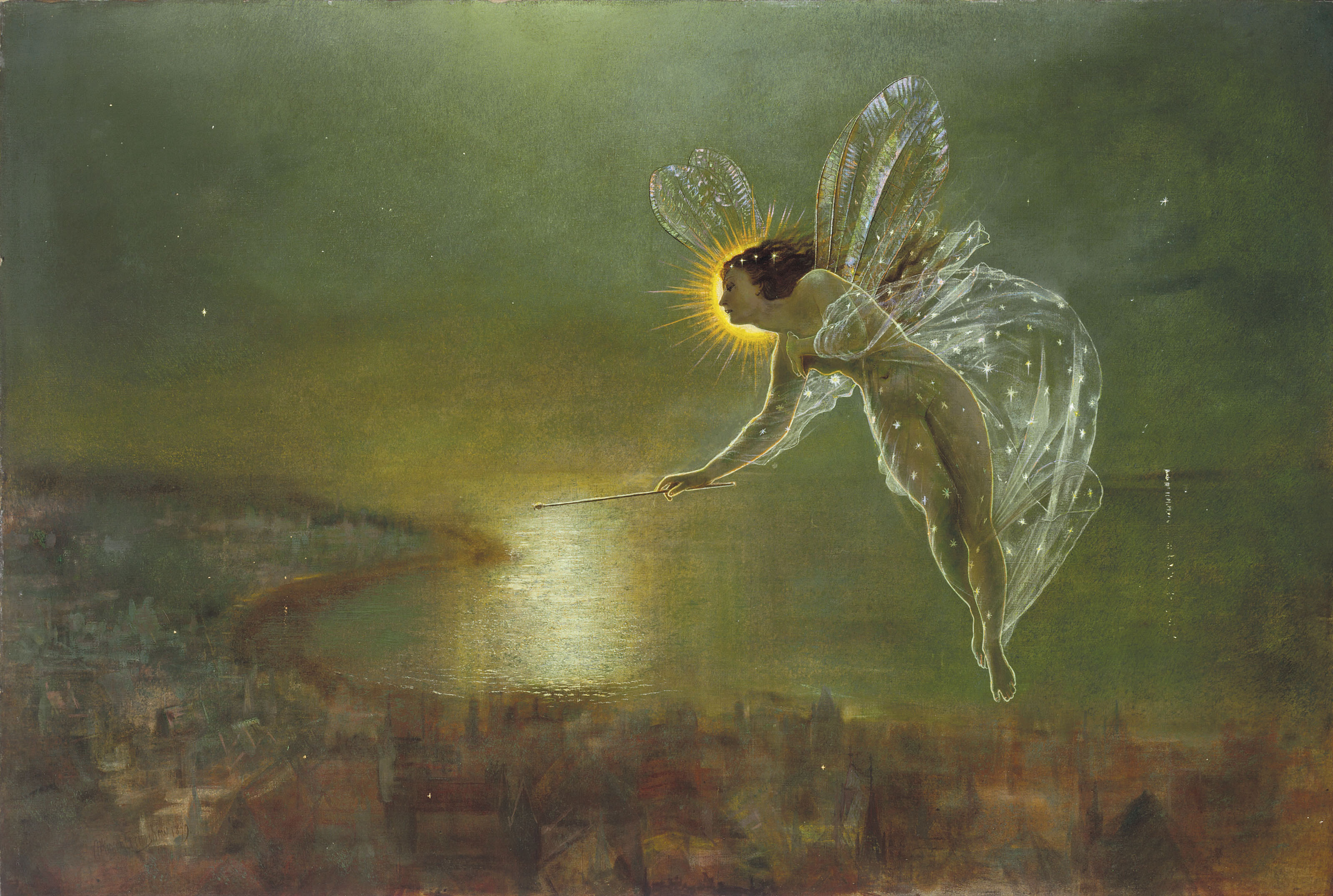
Spirit of the Night, 1879.
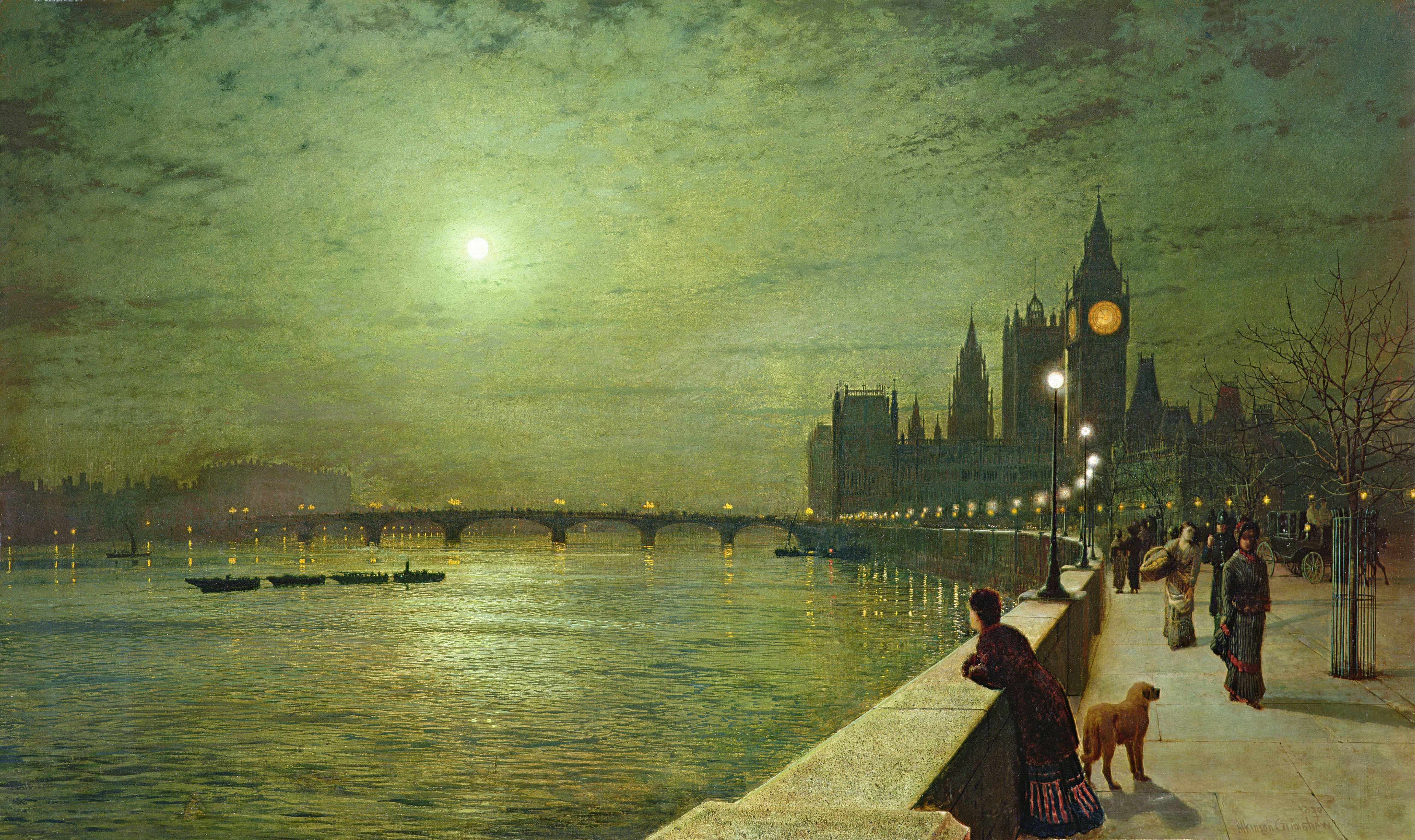
Reflections on the Thames, 1880.
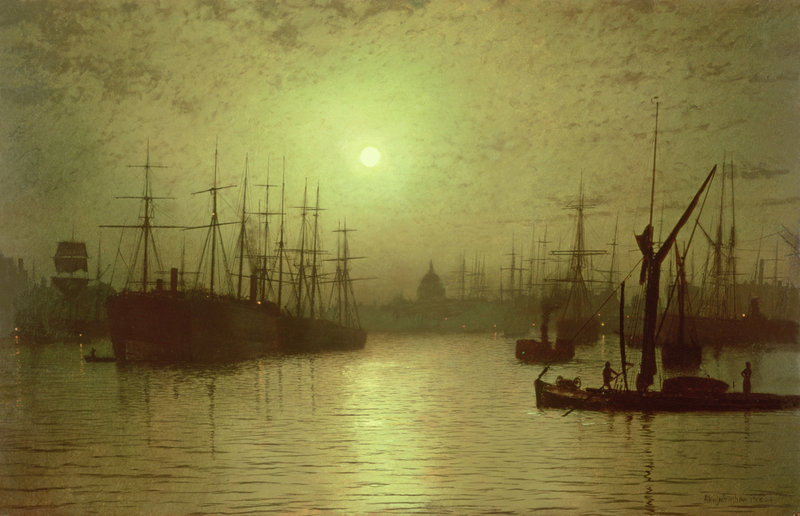
Nightfall on the Thames, 1880.
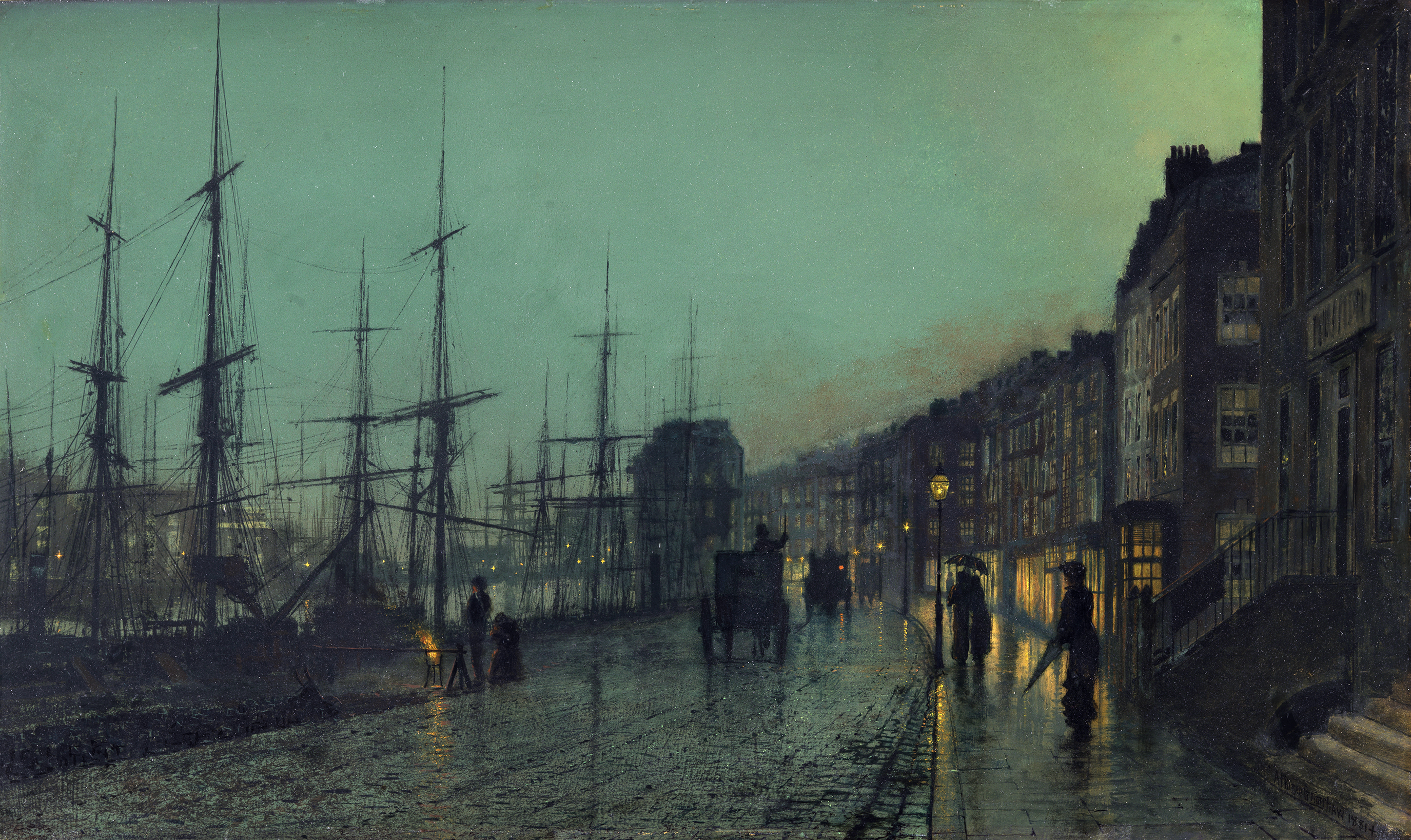
Shipping on the Clyde, 1881.
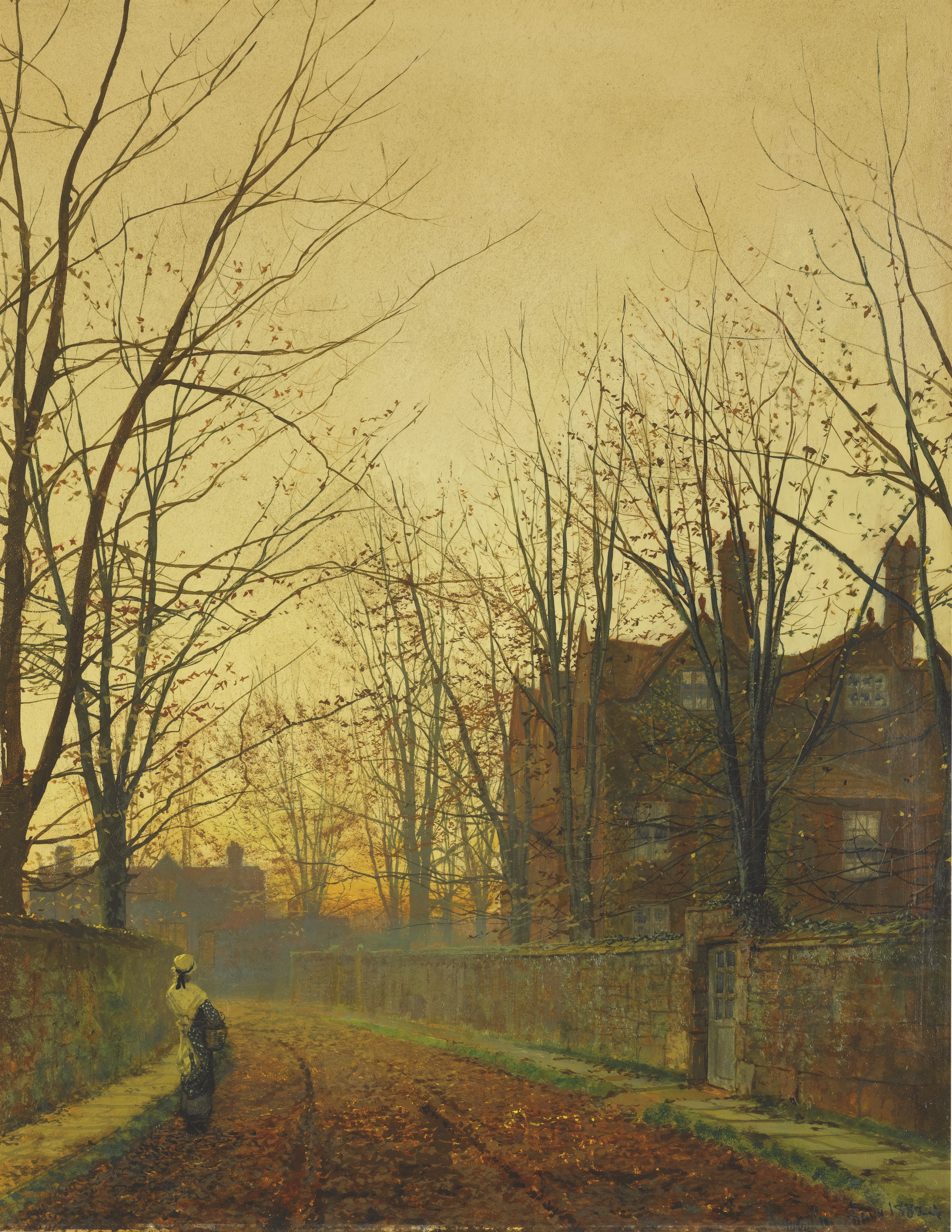
Late October, 1882.
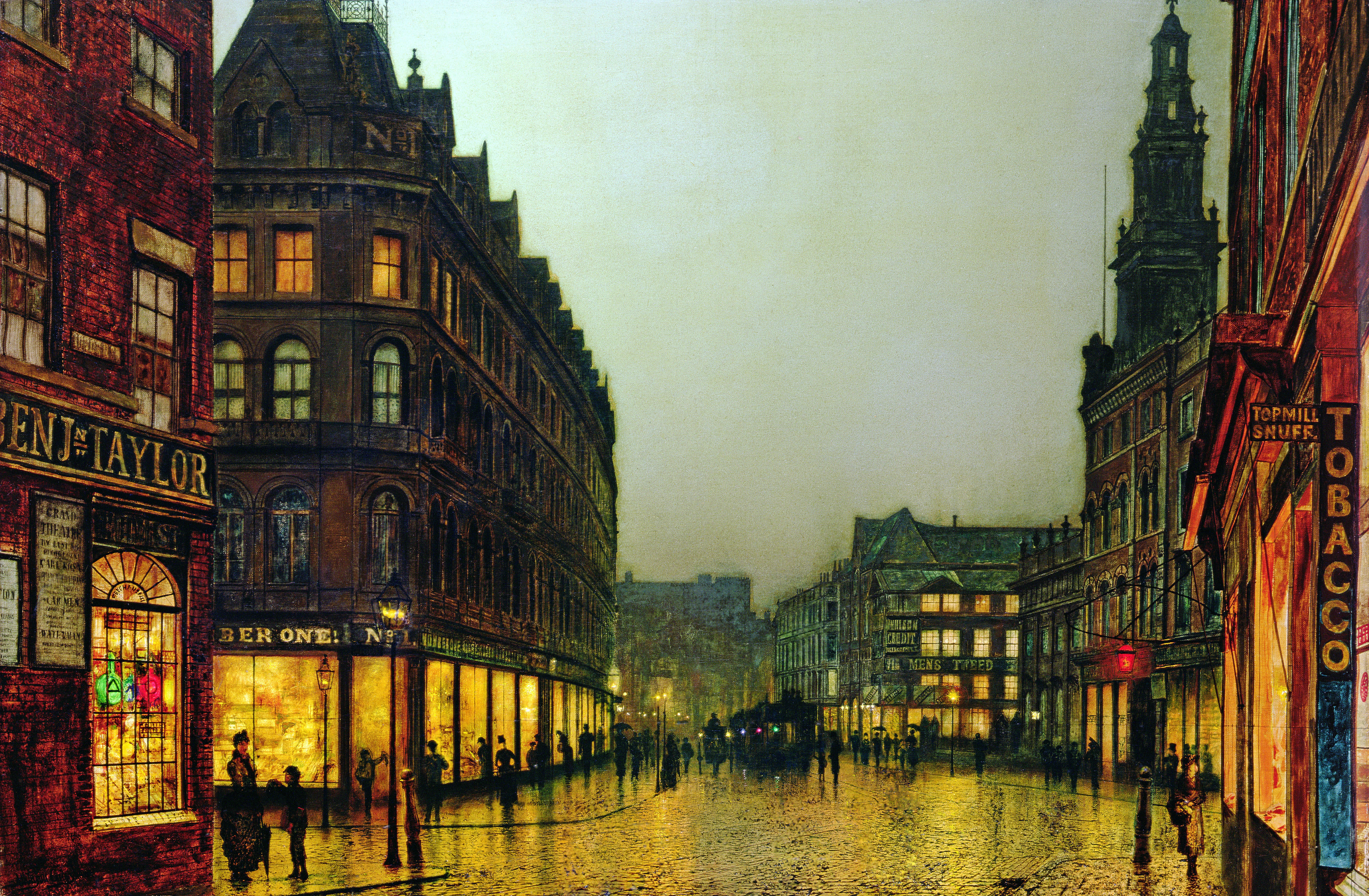
Boar Lane, n.d.
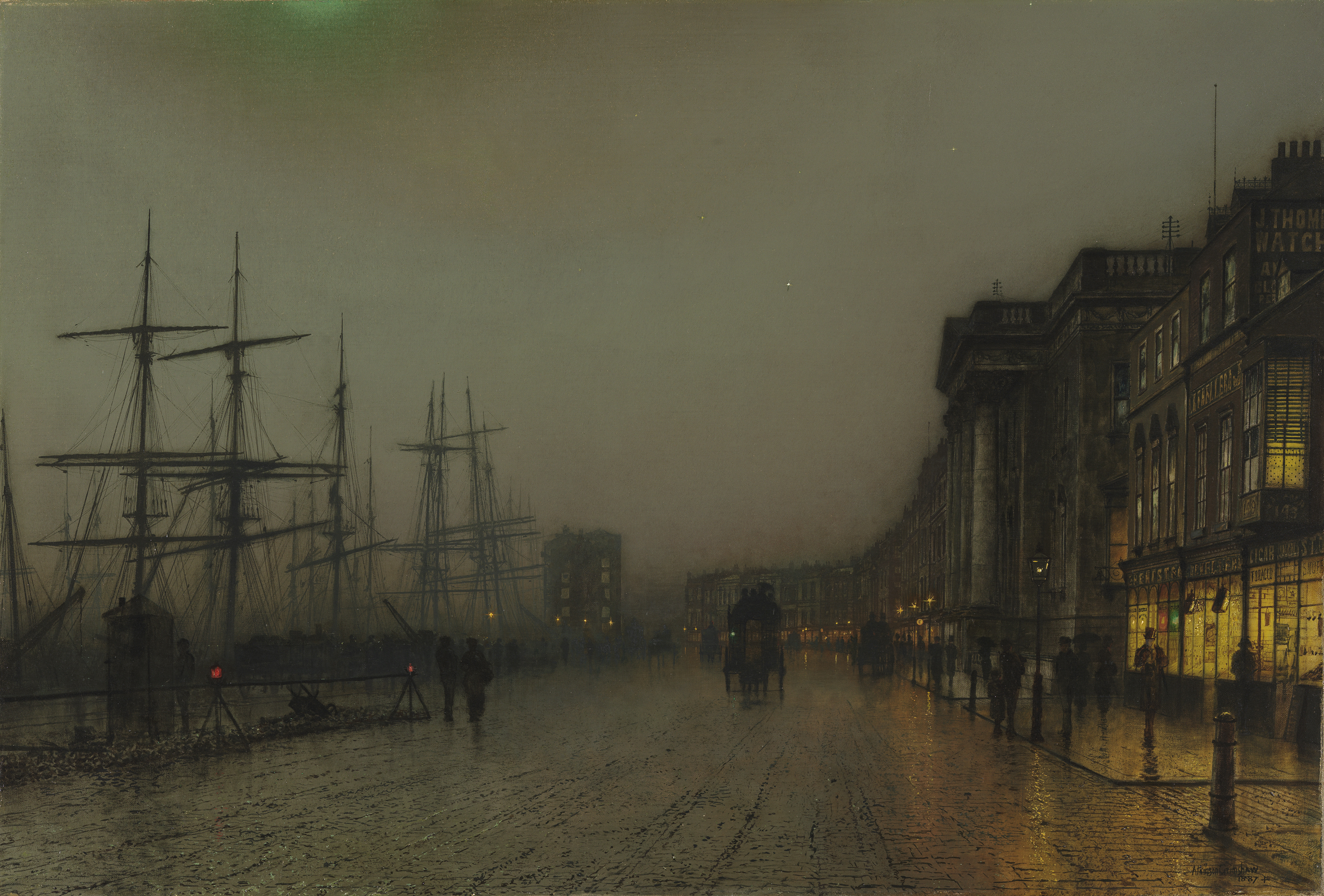
Canny Glasgow, 1887.